# Erythronium taylorii
Erythronium taylorii ist eine Pflanzenart aus der Gattung der Zahnlilien (Erythronium).

## Merkmale
Die Zwiebeln sind 40 bis 70 Millimeter groß und beinahe eiförmig. Sie bilden oft festsitzende Ableger. Die Blätter sind 18 bis 35 Zentimeter lang. Die Blattspreite ist grün und elliptisch bis verkehrt-lanzettlich. Der Schaft ist 25 bis 40 Zentimeter lang. Der Blütenstand ist meist ein- bis vierblütig, selten bis achtblütig.
Die Blütenblätter sind 25 bis 45 Millimeter groß und lanzettlich. Sie sind weiß gefärbt, nur die untersten ein bis zwei Drittel sind leuchtend gelb. Mit der Zeit verfärben sie sich blassrosa. Die inneren Blütenblätter sind an der Basis geöhrt. 
Die Staubblätter sind 10 bis 16 Millimeter groß. Die Staubfäden sind schmal und gelb. Die Staubbeutel sind cremefarben. Die Griffel sind 9 bis 11 Millimeter groß und weiß bis cremefarben. Die Narbe ist mehr oder weniger ungelappt oder besitzt Lappen, die kürzer als 1 Millimeter sind. Die Kapseln sind 2 bis 4 Zentimeter groß und verkehrt-eiförmig.
Die Blütezeit liegt im Frühling, von April bis Mai.

## Vorkommen
Erythronium taylorii ist in Kalifornien im Tuolumne County in der Sierra Nevada endemisch. Die Art wächst auf Waldlichtungen und auf Felsvorsprüngen in Höhenlagen von 1300 bis 1400 Meter.

## Belege
- Erythronium taylorii in der Flora of North America (Zugriff am 31. Oktober 2010)